# Spirometria dynamiczna

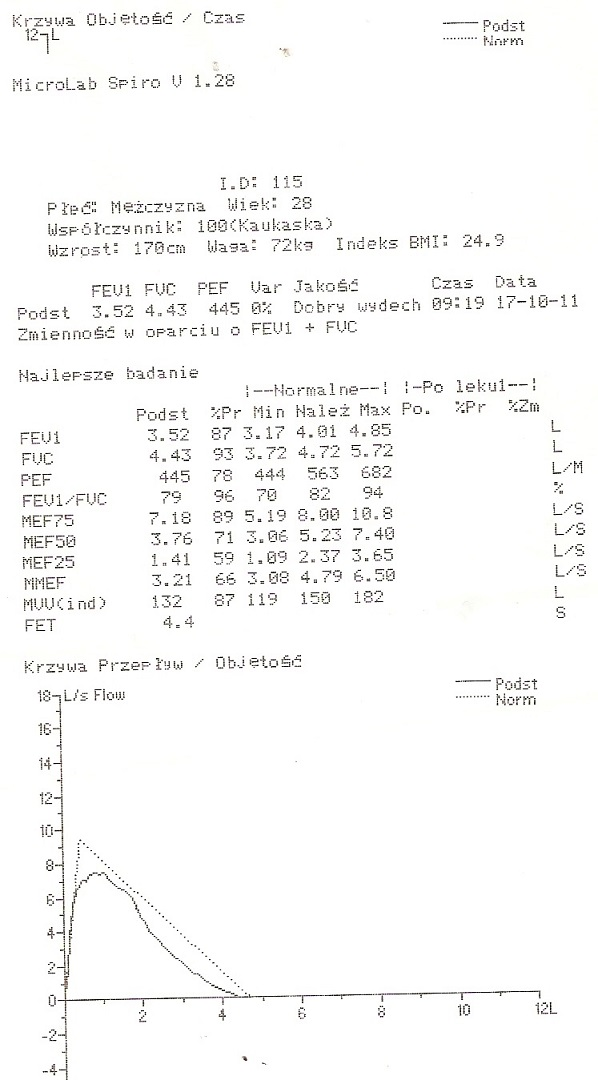
Wynik badania - spirometria dynamiczna.

Spirometria dynamiczna - odmiana spirometrii, w której rejestruje się przepływy w obrębie dróg oddechowych, jedynie w fazie natężonego (forsownego) wydechu.
Klasyczna spirometria polega na rejestracji przepływu w trakcie manewrów wdechu i wydechu, spirometria dynamiczna skraca czas wykonania badania, dostarczając jednocześnie informacji o najważniejszych parametrach spirometrycznych, gdyż pozwala na rejestrację parametrów, takich jak: natężona objętość wydechowa pierwszosekundowa (FEV1) i natężona pojemność życiowa (FVC), które są szczególnie istotne w diagnostyce i ocenie kontroli leczenia przewlekłych chorób układu oddechowego (gł. astma oskrzelowa i przewlekła obturacyjna choroba płuc).
Aby spirometrię dynamiczną można było uznać za wykonaną prawidłowo, musi ona spełniać następujące wymogi:
- konieczne jest uzyskanie trzech, powtarzalnych wyników badania (współczesne spirometry automatycznie analizują powtarzalność; do określenia powtarzalności badania używane są litery z zakresu A-F, z tym że tylko jakość sesji A i B świadczy o zadowalającej powtarzalności badania);
- manewr wydechu musi być odpowiednio natężony, co pozwalają stwierdzić następujące parametry:
  - wartość BEF (ang. back extrapolated volume) czyli objętość wstecznie ekstrapolowana wynosi poniżej 150 mililitrów lub poniżej 5% natężonej pojemności życiowej;
  - czas do osiągnięcia szczytowego przepływu wydechowego (ang. time to peak expiratory flow, TPEF) wynosi poniżej 300 ms
  - czas natężonego wydechu (ang. forced expiratory time, FET) musi trwać powyżej 6 sekund u dorosłych i powyżej 3 sekund u dzieci;
  - na krzywych spirograficznych nie występują zazębienia lub uskoki;
  - krzywa objętość-czas osiągnęła plateau i w ostatniej fazie wydechu wynosi poniżej 25 ml.